# リカルド・マヨルガ
リカルド・マヨルガ（Ricardo Mayorga、1973年10月3日 - ）は、ニカラグアのプロボクサー。マナグア出身。元WBAスーパー・WBC世界ウェルター級統一王者。元WBC世界スーパーウェルター級王者。世界2階級制覇王者。
入場曲はロス・ファブロソス・カディラクスのマタドール。

## 来歴

### ボクシング
1993年8月29日に、プロデビュー（結果は6回TKO負け）。母国ニカラグアやコスタリカを中心に試合を行った。
1995年1月28日、母国ニカラグアの国内タイトルを獲得。その後3年間ブランクがあり1998年には2連敗を喫した時期があった。
1999年7月24日、FECARBOXスーパーウェルター級王座を獲得。
2000年3月18日、WBAフェデラテンスーパーウェルター級王座を獲得。これら地域タイトルを計5度防衛し、着実に世界ランクを上げていった。
2001年2月3日、マンダレイ・ベイ・イベント・センターでアメリカデビューを果たし3回2分48秒TKO勝ち。なおこの試合からドン・キングと契約を交わした。
初のメジャー世界タイトル戦は2001年7月28日、WBA世界ウェルター級王者アンドリュー・ルイス（ガイアナ）との対戦。しかし、この試合は偶然のバッティングにより試合続行不可能となり無効試合となった。
2002年3月30日、再度アンドリュー・ルイスに挑戦し今度は5回TKOで勝利してWBA世界ウェルター級王者となった。
2003年1月25日、WBC世界ウェルター級王者のバーノン・フォレスト（アメリカ合衆国）と王座統一戦を行い、3回TKOで勝利して統一王者となり、WBA規定によりスーパー王座に認定された。試合終了後リング上で喫煙を行った。
2003年7月12日、フォレストとダイレクトリマッチを行い、再度判定で返り討ちにした。
2003年12月13日、IBF世界ウェルター級王者のコーリー・スピンクス（アメリカ）と3団体王座統一戦を行うが、今度は判定で敗れWBAスーパー王座とWBC王座からも陥落した。この試合は8大タイトルマッチの一環として行われた。
2003年10月に発売された『リングマガジン』2003年12月号には、タバコを咥えたマヨルガが表紙を飾り、「スポーツ界で最もクレージーな男」と題された。
その後、2階級上のミドル級まで上げ、2004年10月2日、フェリックス・トリニダード（プエルトリコ）と対戦するが8回TKO負け。
階級を1つ下げスーパーウェルター級に戻り、2005年8月13日、元IBF世界ウェルター級王者のミケーレ・ピッチリーロ（イタリア）に12回判定勝ちで空位のWBC世界スーパーウェルター級王座を獲得し、2階級制覇を達成した。
2006年5月6日、MGMグランド・ガーデン・アリーナでオスカー・デ・ラ・ホーヤ（アメリカ）に初回左フックで上体が反転するダウンを奪われてペースを失うと6回にはボディからのフックでぐらつき連打でダウンを喫し最後も連打を浴びてレフェリーがストップ。6回1分25秒TKO負けで初防衛は出来なかった。試合後のドーピング検査でマヨルガから利尿剤のフロセミドが検出された。
2007年7月26日、元WBA世界スーパーウェルター級王者で元IBF世界スーパーウェルター級王者のフェルナンド・バルガス（アメリカ）と世界ランカー同士のサバイバルマッチが行われる事が決まったが、気性の激しい両者が公式プレゼンで乱闘を行った(マヨルガのコメント中にバルガスを罵倒した為怒ったバルガスと関係者を巻き込んで殴り合いになった)事から異例となるアクリル樹脂板で仕切られて記者会見が行われた、試合は同年11月23日に行われマヨルガが2-0の僅差判定勝ちを収めた。
2008年9月27日、米国・カリフォルニア州ロサンゼルス郡カーソンのホーム・デポ・センターにてWBAインターコンチネンタルスーパーウェルター級王座決定戦をシェーン・モズリー（アメリカ）と行い、序盤からパンチを強引に振り回していき相手のペース配分を奪う好調な滑り出しで試合を進めるが、中盤以降モズリーにテクニックで応戦され徐々にポイントを奪い返される。終盤まで両者一歩も引かない展開が続いたが最終回、ここまで驚異的なタフネスで攻撃を凌いできたマヨルガがキャンバスに尻もちをつき、立ち上がるもすかさず左フックを貰い2度目のダウンでマヨルガは失神。12回終了のゴングと共に試合が終了。12回2分59秒KO負けを喫し、モズリーにとっては劇的な勝利となった。
2011年3月12日、個人的な確執があったWBA世界スーパーウェルター級スーパー王者ミゲール・コット（プエルトリコ）と対戦、マヨルガは12回にレフェリーに試合を左拳の異常を訴え試合を止めるよう促し、12回TKO負けとなった。試合後「次の仕事を探す時が来た」とボクシングからの引退を発表した。
その後、アントニオ・マルガリートと対戦する噂や、2013年3月にロシアで試合を行う噂が流れるが実現には至らなかった。
2014年2月21日にロードアイランド州でボクシング復帰戦が組まれるが、2010年の総合格闘技挑戦時に続きドン･キングから再び独占契約をたてに裁判所へ提訴されたことで延期となり、代わりに3月22日にブルガリアで復帰戦を行う予定であったがこれも中止となった。
2014年9月27日、オクラホマシティのOKC・ダウンタウン・エアパークで約3年半ぶりのボクシング復帰。アレン・メディナと対戦し、往年のリスクを顧みない攻撃で圧倒し1回1分3秒TKO勝ちで復帰に花を添えた。
2015年8月29日、カリフォルニア州イングルウッドのフォーラムでシェーン・モズリーとスーパーウェルター級契約12回戦で対戦予定だったが、マヨルガが7.4ポンドの体重超過の失態を犯したため5万ドルの罰金を科せられたうえで行われ、ボディアッパーでダウンを奪われてキャリア初のカウンテッドアウトとなる6回2分59秒KO負けを喫した。
2020年1月、地元マナグアで強盗に襲われ、財布や身につけていた時計や携帯電話を奪われた上に、暴行を受け体中を骨折する重傷を負った。

### 総合格闘技
2010年5月15日、UFCのベテラン選手ディン・トーマスとの試合がシャインファイトで組まれるが、マヨルガのプロモーターのドン・キングが独占契約を結んでいるとして裁判所に提訴、シャインファイト側は独占契約はボクシングのみに有効であり総合格闘技には適用されないとして争う構えを見せたが、試合の数時間前に裁判所が独占契約は総合格闘技においても有効との判断を下し試合は中止となった。試合に先立っての記者会見で、マヨルガは吸っていたタバコの煙をトーマスに吐きかけ乱闘騒ぎとなっていた。
2013年5月3日、総合格闘技に転向することを決心したマヨルガは母国ニカラグアで総合格闘技デビュー戦をウェズレー・ティファーと行う。1ラウンドはグラウンドに持ち込まれるもなんとか凌ぐ。2ラウンドに再びグラウンドに持ち込まれるがマヨルガは膝で反撃を試みる、その攻撃で一旦はTKO勝ちと宣言されるが、膝がルール違反となる脊椎への攻撃であったためノーコンテストと訂正された。5月10日にニカラグアの総合格闘技コミッションはルール違反の膝攻撃と計量を20ポンドオーバーしたマヨルガに出場停止3ヶ月を課した。
2013年7月27日、ニカラグアでレネ・マルティネスと対戦するが関節技で1ラウンド一本負けを喫した。
2013年12月14日、ニカラグアでセルジオ･オルティスと対戦するが2ラウンドにアームバーで一本負け。
総合格闘技から引退し再びボクシングに復帰することを表明。
総合格闘技の戦績は4戦3敗1ノーコンテスト。

## 人物
- 重く強い左右のフックとアッパーを振り回す強打のラフファイターで「El Matador（闘牛士）」の異名が示すとおり、リスクをかえりみず勇猛果敢に打ち合いに挑み、倒すか倒されるかという勝負をする。その勝ちっぷりと負けっぷりの激しさから人気が高い。またリング外での奇行や傍若無人な言動も有名で、計量時にチキンやリンゴをかじり、試合終了後リングで葉巻を燻らしていたこともある。喫煙だけでなく飲酒を公言していることでも知られている。
- 試合発表のプレゼンと前日の公式会見やフェイスオフでマヨルガのちょっかいもしくは言動(ほとんどが罵倒)がきっかけで乱闘を引き起こすことが多く、度々関係者が引き離す事態を起こしていた。

## 獲得タイトル
- ニカラグアスーパーライト級王座
- FECARBOXスーパーウェルター級王座
- WBAフェデラテンスーパーウェルター級王座
- WBA世界ウェルター級王座
- WBC世界ウェルター級王座
- WBA世界ウェルター級スーパー王座
- WBC世界スーパーウェルター級王座
- WBCアメリカ大陸スーパーミドル級王座